# Мусаев, Убайдулла
Убайдулла Мусаев (узб. Убайдулла Мусаев; 1914 год, кишлак Зенги — март 1972 года) — узбекский советский партийный и общественный деятель, председатель исполкома Янги-Юльского районного Совета депутатов трудящихся Ташкентской области, Узбекская ССР. Герой Социалистического Труда (1957).

## Биография
Родился в 1914 году в бедной крестьянской семье в кишлаке Зенги (на территории современного Янгиюльского района). Трудовую деятельность начал на хлопковом комбинате. После окончания двухлетней партийной школы работал учителем, начальником хлопкового перерабатывающего комбината, первым секретарём районных Зааминского и Янги-Юльского комитетов ВЛКСМ. В 1939 году вступил в ВКП(б).
С 1942 года в Красной Армии, с ноября 1944 года участвовал в Великой Отечественной войне. Воевал командиром взвода автоматчиков в составе 589-го стрелкового полка 216-й Сивашской стрелковой дивизии. 3 февраля 1945 года в районе селения Шмаух ранен. В марте 1945 года получил тяжёлое ранение в грудь; его партийный билет, пронзённый вражеской пулью, был передан в один из московских музеев.
После демобилизации возвратился на родину. С 1945 по 1958 года — председатель Свердловского сельского Совета народных депутатов, председатель колхоза «Авангард», председатель исполкома Янги-Юльского районного Совета народных депутатов.
Будучи председателем Янги-Юльского исполкома занимался развитием хлопководства в районе. Благодаря его деятельности хлопководческие хозяйства Янги-Юльского района в 1956 году перевыполнили плановые задания Пятой пятилетки (1951—1955) по сдаче государству хлопка-сырца. Указом Президиума Верховного Совета СССР от 11 января 1957 года «за выдающиеся успехи, достигнутые в деле развития советского хлопководства, широкое применение достижений науки и передового опыта в возделывании хлопчатника и получение высоких и устойчивых урожаев хлопка-сырца» удостоен звания Героя Социалистического Труда с вручением Ордена Ленина и золотой медали Серп и Молот.
В 1958 году избран председателем колхоза имени Свердлова Янги-Юльского района.
Избирался депутатом Янги-Юльского районного и Ташкентского областного советов народных депутатов, членом Янги-Юльского районного и Ташкентского областного комитетов КП Узбекистана.
Скончался в марте 1972 года.
Награды
- Герой Социалистического Труда
- Орден Ленина
- Орден Отечественной войны I степени (12.06.1945)
- Орден Отечественной войны II степени (14.02.1945)
- Медаль «За победу над Германией в Великой Отечественной войне 1941—1945 гг.»